# Nicolae Gheorghiu
Nicolae Gheorghiu (n. 12 februarie 1908, Bolgrad (Ismail), Ucraina -- d. 1990, București) a fost un lider comunist român.
În 1945 a devenit membru a PCR. A fost membru al CC al PMR, adjunct al ministrului energiei electrice.

## Decorații
- Medalia „40 de ani de la înființarea Partidului Comunist din Romînia” (6 mai 1961) „pentru merite în activitatea de partid și întărirea regimului democrat-popular”[2]
- Ordinul „Steaua Republicii Populare Romîne” clasa a II-a (18 august 1964) „pentru merite deosebite în opera de construire a socialismului, cu prilejul celei de a XX-a aniversări a eliberării patriei”[3]